# Rivoluzione delle rose
La rivoluzione delle rose (in georgiano ვარდების რევოლუცია? vardebis revolutsia) descrive un cambio di potere pacifico di stampo filo-occidentale avvenuto in Georgia nel novembre 2003.
Il cambio di governo è stato causato da diffuse proteste sulle elezioni parlamentari e dalla cacciata del presidente Eduard Shevardnadze, che ha segnato la fine del mandato di un presidente politicamente affine all'era sovietica. A sostituire il presidente Shevardnadze fu Mikheil Saak'ashvili, leader di questa protesta, che vinse le elezioni presidenziali con una maggioranza del 96% di voti.

## Elezioni e proteste

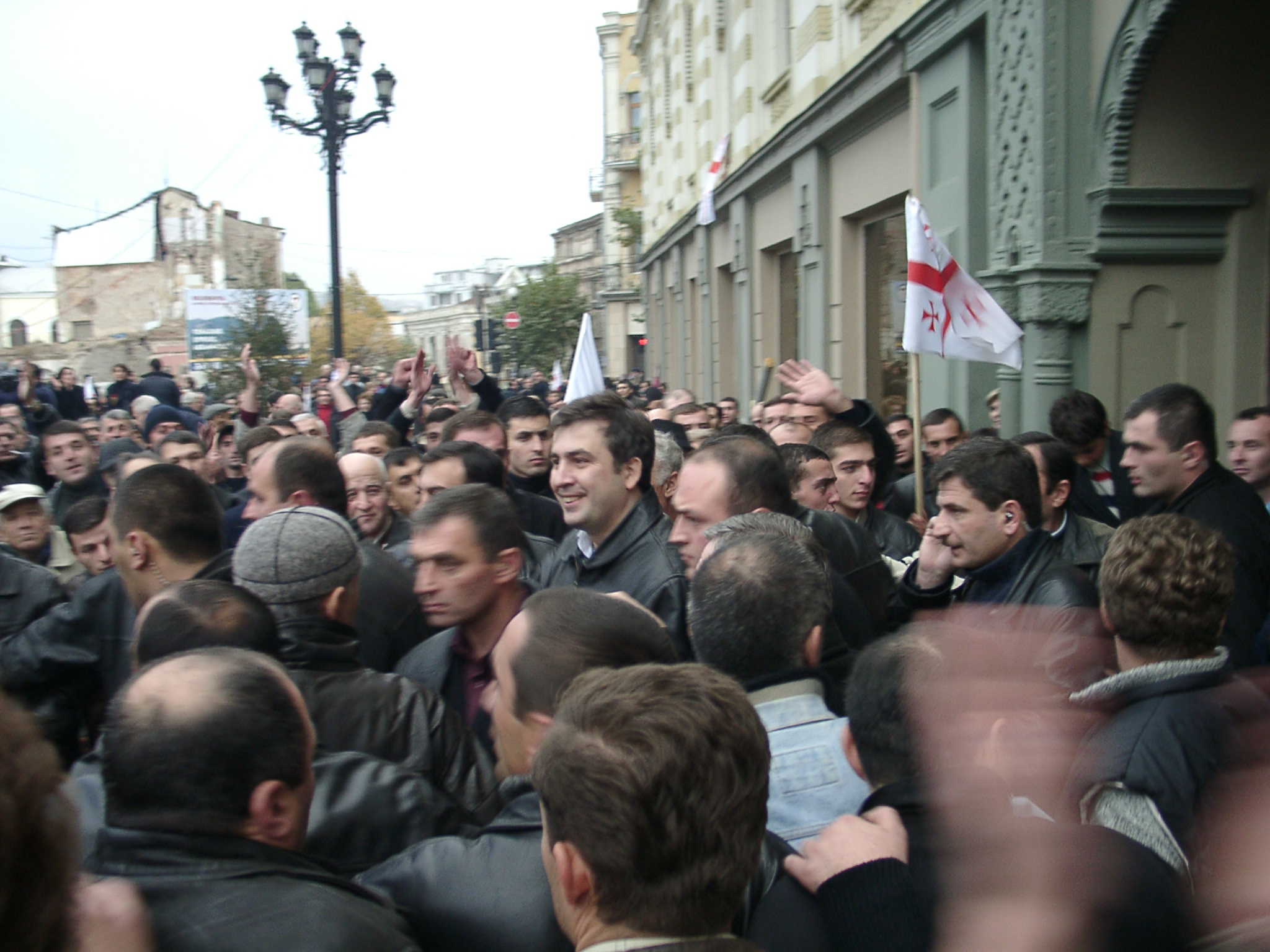
Mikheil Saak'ashvili con i manifestanti

Il 2 novembre 2003 si tennero le elezioni per il parlamento. Questo prevedeva 235 seggi, di cui 135 sarebbero stati decisi da un sistema di liste di partito con meccanismo proporzionale a livello nazionale e gli altri 85 seggi sarebbero stati assegnati con sistema maggioritario, in cui il vincitore sarebbe stato determinato da chi otteneva la maggioranza secca in ciascuno degli 85 distretti elettorali della Georgia. Con l'occasione si tenne anche un referendum a livello nazionale sull'opportunità di ridurre il futuro parlamento a 150 membri. Gli elettori utilizzarono una scheda separata per ciascuno di questi tre voti, piegandole insieme e inserendole in un'unica busta, che veniva poi inserita nell'urna. Nella tornata elettorale non era prevista l'elezione presidenziale; prevista invece nella successiva primavera del 2005, alla scadenza del secondo e ultimo mandato del presidente Shevardnadze.
Nel luglio 2003, il presidente degli Stati Uniti George W. Bush inviò l'ex segretario di stato James Baker per incontrare sia i leader dell'opposizione che il presidente Shevardnadze. A quest'ultimo, Baker consegnò una lettera di Bush nella quale si sottolineava severamente la necessità di indire libere elezioni. Baker propose una formula che consentisse la rappresentanza dei vari partiti nelle commissioni elettorali ad ogni livello. Shevardnadze acconsentì, ma iniziò immediatamente a manovrare contro la formula Baker.
Il 3 novembre la missione di osservazione elettorale internazionale, composta da membri delle assemblee parlamentari dell'OSCE e del Consiglio d'Europa, Parlamento europeo e dall'ufficio dell'OSCE per le istituzioni democratiche e i diritti umani ‘’Office for Democratic Institutions and Human Rights’’ (ODIHR), arrivò alla conclusione che le elezioni parlamentari del 2 novembre in Georgia non rispondevano agli standard OSCE e di altri enti internazionali per essere considerate elezioni effettivamente democratiche. Il leader dell'opposizione Mikheil Saak'ashvili proclamò di avere vinto le elezioni, un'affermazione sostenuta da exit poll indipendenti. Ciò venne confermato da una tecnica di computo parallelo dei voti  ‘’parallel vote tabulation’’ (PVT) indipendente condotta dall' ‘’International Society for Fair Elections and Democracy’’ (ISFED), Società internazionale per le elezioni eque e la democrazia, un gruppo di monitoraggio delle elezioni locali. Saak'ashvili e l'opposizione unita considerarono il PVT dell'ISFED come risultato "ufficiale" e esortarono i georgiani a manifestare contro il governo di Shevardnadze e impegnarsi in una disobbedienza civile non violenta contro le autorità. I principali partiti democratici di opposizione si unirono per chiedere la cacciata di Shevardnadze e la ripetizione delle elezioni.
A metà novembre, nelle strade centrali della capitale Tbilisi, iniziarono massicce manifestazioni antigovernative, che finirono rapidamente per coinvolgere quasi tutte le principali città della Georgia in una campagna concertata di resistenza civile. L’organizzazione giovanile "Kmara" (in georgiano “Basta!”), una equivalente georgiana della serba "Otpor!", e diverse ONG, come il Liberty Institute, si impegnarono in attività di protesta. Il governo di Shevardnadze era invece sostenuto da Aslan Abashidze, il leader semi-separatista della regione autonoma dell’Agiaria, che inviò migliaia di suoi sostenitori a tenere una contromanifestazione filo-governativa a Tbilisi.

## Passaggio dei poteri
Le proteste dell'opposizione raggiunsero il culmine il 22 novembre, quando il presidente Shevardnadze tentò di aprire la nuova sessione del parlamento. La sessione venne considerata illegittima da due dei quattro principali partiti di opposizione. Alcuni sostenitori di quei partiti, guidati da Saak'ashvili, fecero irruzione in parlamento con delle rose in mano, episodio da cui prende il nome la crisi, da allora in poi nota presso la stampa come “rivoluzione delle Rose”. I manifestanti interruppero il discorso del presidente Shevardnadze e lo costrinsero a fuggire protetto dalle guardie del corpo. In seguito venne dichiarato lo stato di emergenza e furono mobilitati i soldati e la polizia a difesa della residenza presidenziale a Tbilisi. Tuttavia, le unità militari d'élite si rifiutarono di sostenere il governo. La sera del 23 novembre, festività di San Giorgio molto sentita in Georgia, in un incontro organizzato dal ministro degli esteri russo Igor Ivanov, Shevardnadze si vide con i leader dell'opposizione Saak'ashvili e Zurab Zhvania per discutere della situazione, Dopo l'incontro, il presidente annunciò le dimissioni. Immediate le reazioni euforiche per le strade della capitale Tbilisi: più di 100 000 manifestanti celebrarono la vittoria per tutta la notte, accompagnati da fuochi d'artificio e concerti rock.

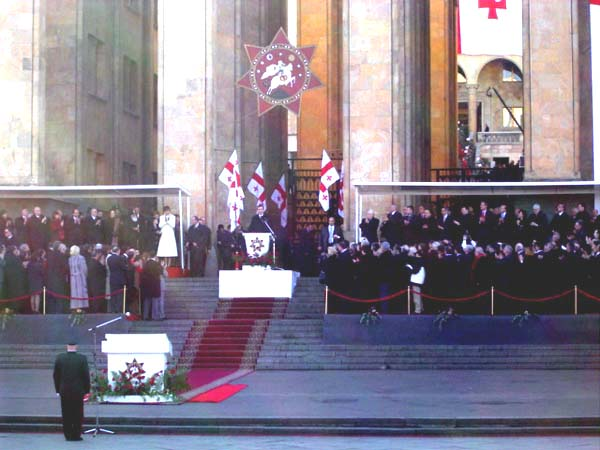
Insediamento di Saakashvili come presidente della Georgia

Dopo le dimissioni di Shevardnadze, vennero indette nuove elezioni per decidere la nuova guida del paese. Il presidente uscente del parlamento, Nino Burjanadze, assunse la presidenza fino al risultato delle nuove elezioni. La Corte suprema della Georgia annullò i risultati delle elezioni parlamentari precedenti e decise per nuove elezioni sei settimane dopo. Il 4 gennaio 2004, senza opposizione e con il 96,2% dei voti, Saak'ashvili divenne il nuovo presidente della Georgia e si insediò nella carica il 25 gennaio divenendo il più giovane presidente europeo all'età di 36 anni. Il 28 marzo 2004 si svolsero nuove elezioni parlamentari che videro affermarsi con un'ampia maggioranza il Movimento Nazionale Unito, sostenitore di Saak'ashvili e una rappresentanza di minoranza del partito Memarjvene Opozitsia (Opposizione di destra).
Dopo essere stato eletto, Saakashvili rapidamente approvò una serie di leggi e riforme. Criticato come molto "pro-occidentale", il suo programma è stato in grado di migliorare l'economia del paese e lanciare una nuova campagna anti-corruzione. È stato in grado di portare il rating del paese secondo la Banca Mondiale dal 122º al 18º posto nel mondo espandendo il settore bancario del 40%, aumentando gli investimenti esteri a 3 miliardi di dollari e mantenendo una crescita annuale del 9,5%.

## La crisi in Agiaria
Il leader agiaro Aslan Abashidze, capo della allora regione autonoma di Agiaria nell'ovest del Paese al confine con la Turchia, affacciata sul Mar Nero e con capitale Batumi, era legato al vecchio sistema politico e avversò fortemente la rivoluzione delle rose. Subito dopo la destituzione di Shevardnadze il 23 novembre 2003 dichiarò nella sua regione lo stato di emergenza. In seguito a negoziati con le autorità centrali, lo stato di emergenza venne temporaneamente annullato il 3 gennaio 2004, appena un giorno prima delle elezioni presidenziali che videro la vittoria di Saak'ashvili, ma lo stato di emergenza venne rinnovato il 7 gennaio e fu seguito dalla repressione di una manifestazione dell'opposizione.
Il 19 gennaio, decine di persone rimasero ferite a seguito di scontri tra manifestanti e polizia nel villaggio di Gonio nell'Agiara meridionale. I manifestanti chiesero allora le dimissioni di Abashidze, il quale si recò a Mosca per consultazioni. In occasione della visita, il ministero degli esteri russo, Igor' Sergeevič Ivanov, rilasciò una dichiarazione il 20 gennaio sostenendone la politica e condannando l'opposizione come "forze estremiste". Alla fine di gennaio funzionari georgiani, tra cui il presidente ad interim Nino Burjanadze e il presidente eletto Saak'ashvili, si recarono a incontrare Abashidze a Batumi.
Gli scontri tra sostenitori e oppositori ad Abashidze continuarono nei giorni successivi fino a sfociare in una grande manifestazione di protesta il 4 maggio repressa dalle forze di sicurezza locali. La repressione, nel corso della quale decine di manifestanti rimasero feriti, finì per generare proteste ancora più grandi con decine di migliaia di persone provenienti da tutta l'Agiaria che si concentrarono su Batumi chiedendo le dimissioni di Abashidze.  La posizione di Abashidze divenne insostenibile quando i manifestanti locali presero il controllo della parte centrale della città di Batumi e le forze speciali georgiane entrarono nella regione iniziando a disarmare i militanti pro-Abashizde. Più tardi, lo stesso giorno, arrivò a Batumi dalla Russia Ivanov, nella sua nuova veste di Segretario del consiglio di sicurezza russo. Dopo i colloqui notturni con Ivanov, durante i quali Abashidze venne assicurato non ci sarebbe stata estradizione nei suoi confronti, il leader si dimise e partì per Mosca, di fatto ponendo termine alla crisi.
Saak'ashvili partì per l'Agiaria subito dopo la partenza di Abashidze e si incontrò all'alba del 6 maggio con gli agiari in festa a Batumi. "Aslan è fuggito, l'Agiara è libera", esordì nel suo discorso alla folla il presidente Saak'ashvili, congratulandosi con i georgiani per quella che descrisse come "una seconda rivoluzione incruenta" in Georgia.

## Ripercussioni internazionali
Si ritiene che la rivoluzione arancione che seguì le contestate elezioni presidenziali in Ucraina del 2004 sia stata in parte ispirata dalla rivoluzione delle rose georgiana.